# Anaspis sibirica
Anaspis sibirica is een keversoort uit de familie bloemspartelkevers (Scraptiidae). De wetenschappelijke naam van de soort is voor het eerst geldig gepubliceerd in 1899 door Schilsky.